# В'яночка
В'яночка (словац. vianočka; чеськ. vánočka) — це плетений хліб, який традиційно на Різдво випікають у Чехії та Словаччині. Такий особливий святковий різдвяний хліб, виготовлений з білого борошна, або у формі клину, або в плетеній формі, вперше згадується приблизно в 1400 році монахом-бенедиктинцем Яном з Голешова у своїй праці «Трактат напередодні Різдва». Згідно з його тлумаченням, ця випічка символізувала Христа Дитятка, загорнутого в тканину.
Далі про В'яночку згадували протягом XVI століття, де її міг зробити лише пекар, який був майстром гільдії. Протягом 18 століття люди брали рецепт у свої будинки і починали випікати його самі. Він багатий на яйця та масло, що робить його схожим на бріош. Лимонна шкірка і ром додають кольору і аромату; тісто також може містити родзинки та мигдаль і заплетене як хала. В'яночка може бути побудована з трьох поступово менших джгутів, складених один на одного; це іноді трактується як груба скульптура немовляти Ісуса, загорнутого в тканину і лежачого в яслах.
Він має репутацію важкого в приготуванні, тому в багатьох домогосподарствах до випічки прикріплюються забобони та особливі звичаї. Роблячи в'яночку, кажуть, що треба думати про всіх дорогих тобі. Інший звичай — уникати дотику в'яночки металом. Нарешті, той, хто робить в'яночку, повинен стрибати вгору-вниз, поки тісто піднімається.
Хліб названий на честь В'яноце (словац. Vianoce, чеськ. Vánoce, від нім. Weihnachten), що означає «Свята ніч» (Різдво).
З однакового тіста на Великдень роблять коровай, який називають мазанець.